# Америчка рагби лига
Америчка рагби лига (енгл. USA Rugby League) је домаће, полупрофесионално клупско рагби 13 такмичење Сједињених Америчких Држава. У лиги учествује девет америчких клубова из источног дела САД. Лига је подељена на северну конференцију, у којој учествује пет клубова и јужну конференцију у којој учествује четири клуба. Прва сезона је одржана 2011. а највише успеха до сада је имала Филаделфија, која је освојила четири титуле шампиона САД у рагбију 13.

## Историја
Пре 2011. године играла се Америчка национална рагби лига. Петер Лифилд је био први председник Лиге. Прву титулу је освојила Филаделфија јер је у великом финалу, победила Њу Хевен Вориорсе. Рагби 13 репрезентација САД је учествовала на Светском првенству 2013. Од тада је мало порасла популарност рагбија 13 у Северној Америци. Лига се 2014. проширила на 10 клубова. 

### Списак шампиона САД у рагбију 13
- 2011. Филаделфија фајт
- 2012. Џексонвил ексмен
- 2013. Филаделфија фајт
- 2014. Филаделфија фајт
- 2015. Бостон
- 2016. Филаделфија фајт
- 2017. Атланта рајнос
- 2018. Џексонвил ексмен
- 2019. Бруклин кингс

### Табела шампиона
- Филаделфија 4 титуле
- Џексонвил 2 титуле
- Бруклин 1 титула
- Бостон 1 титула
- Атланта 1 титула

### Резултати великих финала
- 2011. Филаделфија - Њу Хевен 28-26
- 2012. Џексонвил - Бостон 28-22
- 2013. Филаделфија - Џексонвил 28-22
- 2014. Филаделфија - Џексонвил 30-18
- 2015. Бостон - Атланта 44-12
- 2016. Филаделфија - Џексонвил 42-20
- 2017. Атланта - Њујорк 32-18
- 2018. Џексонвил - Бруклин 56-16
- 2019. Бруклин - Џексонвил 12-6

## Систем такмичења
Америчка рагби лига је подељена у јужну и северну конференцију. У јужној конференцији учествује пет тимова, а у северној конференцији учествује четири тима. Лигашки део такмичења игра се у мају, јуну, јулу и августу. У лигашком делу такмичења игра свако против свакога код куће и на страни. Два бода се добијају за победу, један за нерешено. Након лигашког дела игра се плеј оф, а о шампиону Америке одлучује велико финале Америчке рагби лиге.

## Тимови учесници

### Северна конференција
- Делевер блек фоксес
- Нортерн вирџинија иглс
- Филаделфија фајт
- Вајт плејн вумбатс

### Јужна конференција
- Џексонвил ексмен
- Лејкленд ренеџедс
- Саут Флорида спид
- Саутвест Флорида коперхедс
- Тампа мајхем